# Tungelroy
Tungelroy (Limburgs: Tungelder) is een kerkdorp in Midden-Limburg (Nederland). Het dorp behoort bij de Nederlands-Limburgse gemeente Weert. Het is van oorsprong een agrarisch kerkdorp en ligt drie kilometer ten zuiden van de stad Weert. Er wonen in 2023 810 mensen in de kern en 290 in het bijbehorende buitengebied.
In Tungelroy wordt een Horns, Centraal-Limburgs dialect gesproken; er bestaat een eigen thematisch woordenboek van het Tungelroys dialect, geschreven door G.F. Kooijman (Hallefers Nor).

## Geschiedenis
In de 17e eeuw had Tungelroy last van plunderende soldaten en wierpen de inwoners de Tungelerschans op om zich daartegen te beschermen.

## Bezienswaardigheden
- Sint-Barbarakerk, deels uit 1792.
- Onze-Lieve-Vrouw-van-Altijddurende-Bijstandkapel, uit 1902.
- Sint Anna, ronde stenen molen uit 1875.
- Romeinse Brug, in 1999 opgegraven uit de Tungelroyse Beek.[3]

### Zie ook

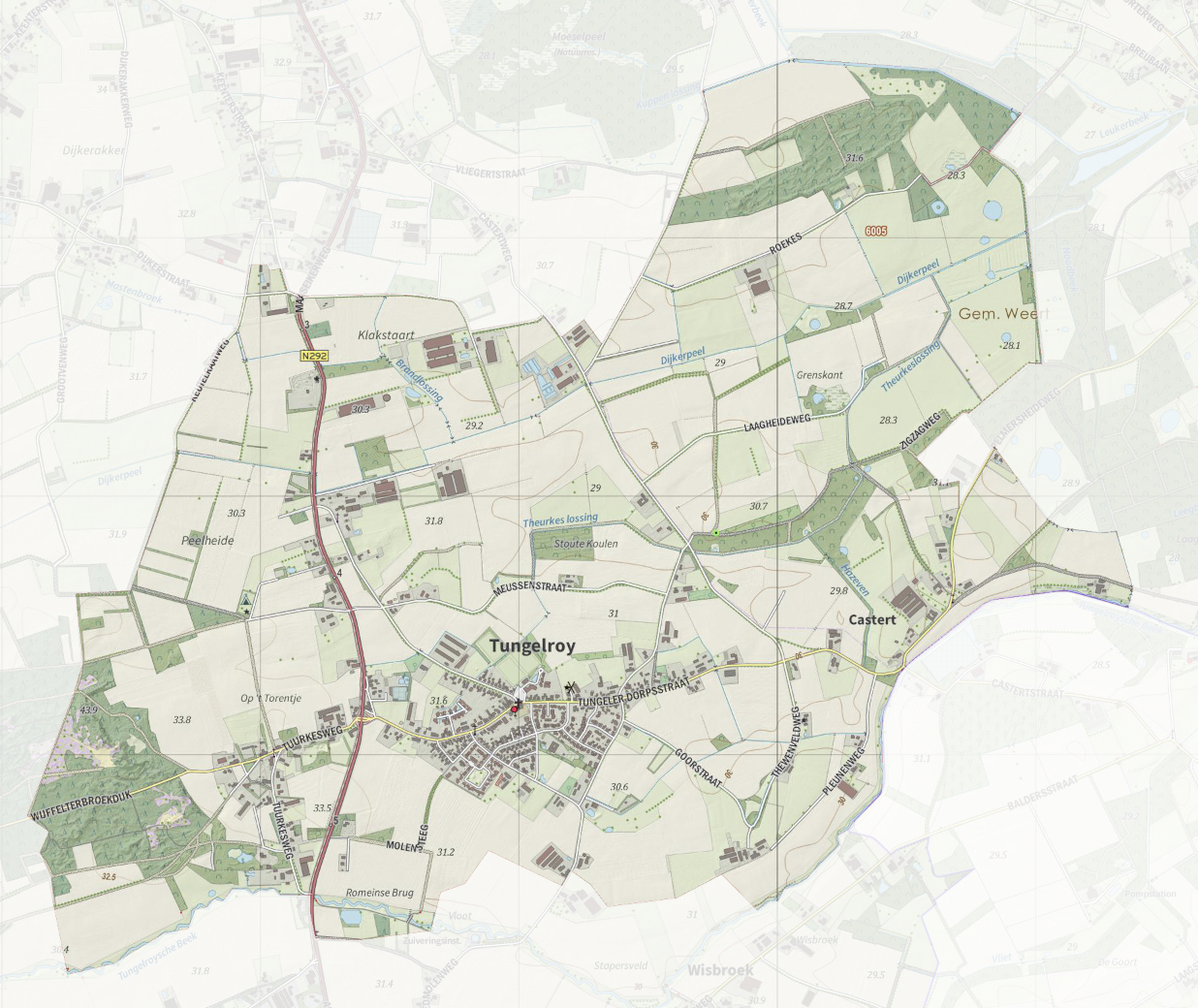
Kaart Tungelroy (2022)

## Natuur en landschap
Tungelroy is gelegen op een hoogte van ongeveer 31 meter op zandgrond. Een belangrijk deel van het grondgebied wordt door de landbouw ingenomen.
Ten zuiden van Tungelroy stroomt de Tungelroyse Beek die een bodemsanering en een herinrichting heeft ondergaan (afgerond in 2007). Een belangrijk natuurgebied is de Tungelerwallen, een voormalig heide- en stuifzandgebied gelegen ten westen van het dorp. Enkele kilometers naar het noorden ligt de Moeselpeel, terwijl zich enkele kilometers naar het noordoosten het broekgebied De Krang bevindt.

## Bevolking
In Tungelroy wonen 1085 inwoners waarvan 525 vrouwen (48,16%) en 560 mannen (51,84%)(2022). Van de inwoners is 43,5% niet gehuwd (475) en 45,8% wel gehuwd (500). In totaal kent Tungelroy 475 huishoudens met een gemiddeld huishoudensgrootte van 2,3. Het aantal huishoudens met kinderen betreft 175 (51,47%) en het aantal zonder is 165 (48,53%).
De totale oppervlakte van Tungelroy is 8,66 km² en heeft een bevolkingsdichtheid van 126 inwoners per km².

### Arbeidsdeelname
In totaal zijn 610 personen werkzaam (tussen 15 en 75 jaar). Dit brengt de arbeidsparticipatie op 71%. Hiervan heeft 55% een vaste arbeidsrelatie en 24% een flexibele arbeidsrelatie. Van de rest is 21% zelfstandige. De totale arbeidsparticipatie is van 2019 gezakt van 72% naar 71%.

### AOW
Het aantal inwoners boven 15 jaar betreft 935. Hiervan zijn 220 inwoners ouder dan de huidige AOW-leeftijd.

### Uitkeringen
Tungelroy kent geen inwoners met een bijstandsuitkering. 2% van de inwoners krijgt een werkloosheidsuitkering en 4% een arbeidsongeschiktheidsuitkering (inwoners vanaf 15 jaar).

### Economisch
In totaal zijn er 466 woningen met een gemiddelde WOZ-waarde van € 324.000. De woningen in Tungelroy buitengebied hebben een gemiddelde WOZ-waarde van € 423.000 en in de Tungelroy € 292.000 (WOZ pijldatum 1 januari 2021).

## Bedrijven en horeca
Binnen Tungelroy zijn enkele bedrijven werkzaam. Enkele noemenswaardige bedrijven en horeca
- Vijvercentrum Flinsenhof
- Café de hoesKMR

## Verenigingen
- Carnavalsvereniging De Bokkeriejers
- Voetbalvereniging RKTVV Crescentia
- Handboogvereniging De Ontspanning
- Scouting Tungelroy
- Fanfare St. Jan
- Vrouwenvereniging de Cirkel
- Schutterij St. Barbara
- Zangkoor Enjoy
- Boerenkapel Tungelroy "De Baereliejers"

Bron: Website Tungelroy 

## Trivia
In 1892 opende in Tungelroy de eerste coöperatieve boterfabriek en ook de eerste coöperatie in Nederland.

## Afbeeldingen

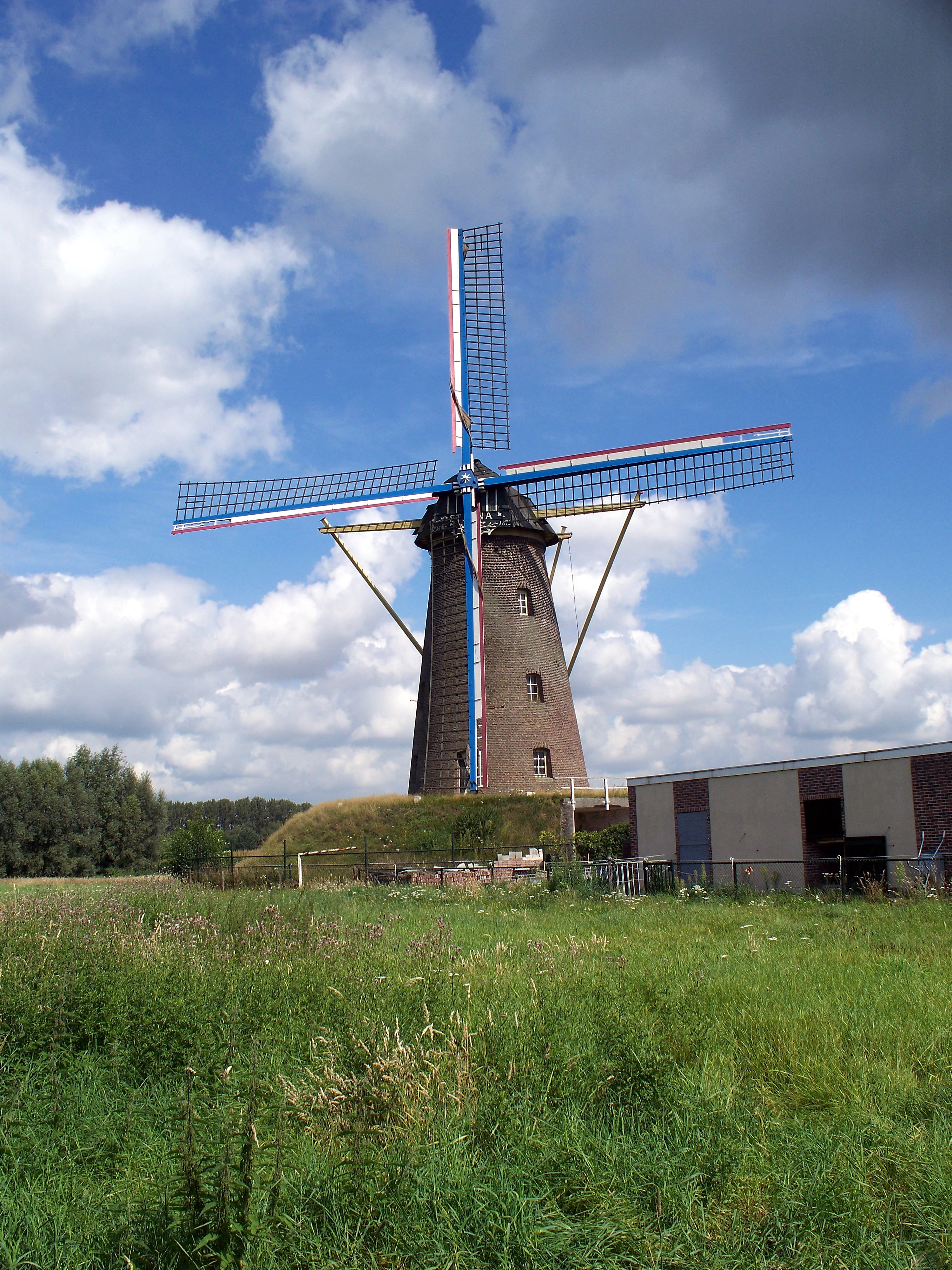
Korenmolen Sint Anna
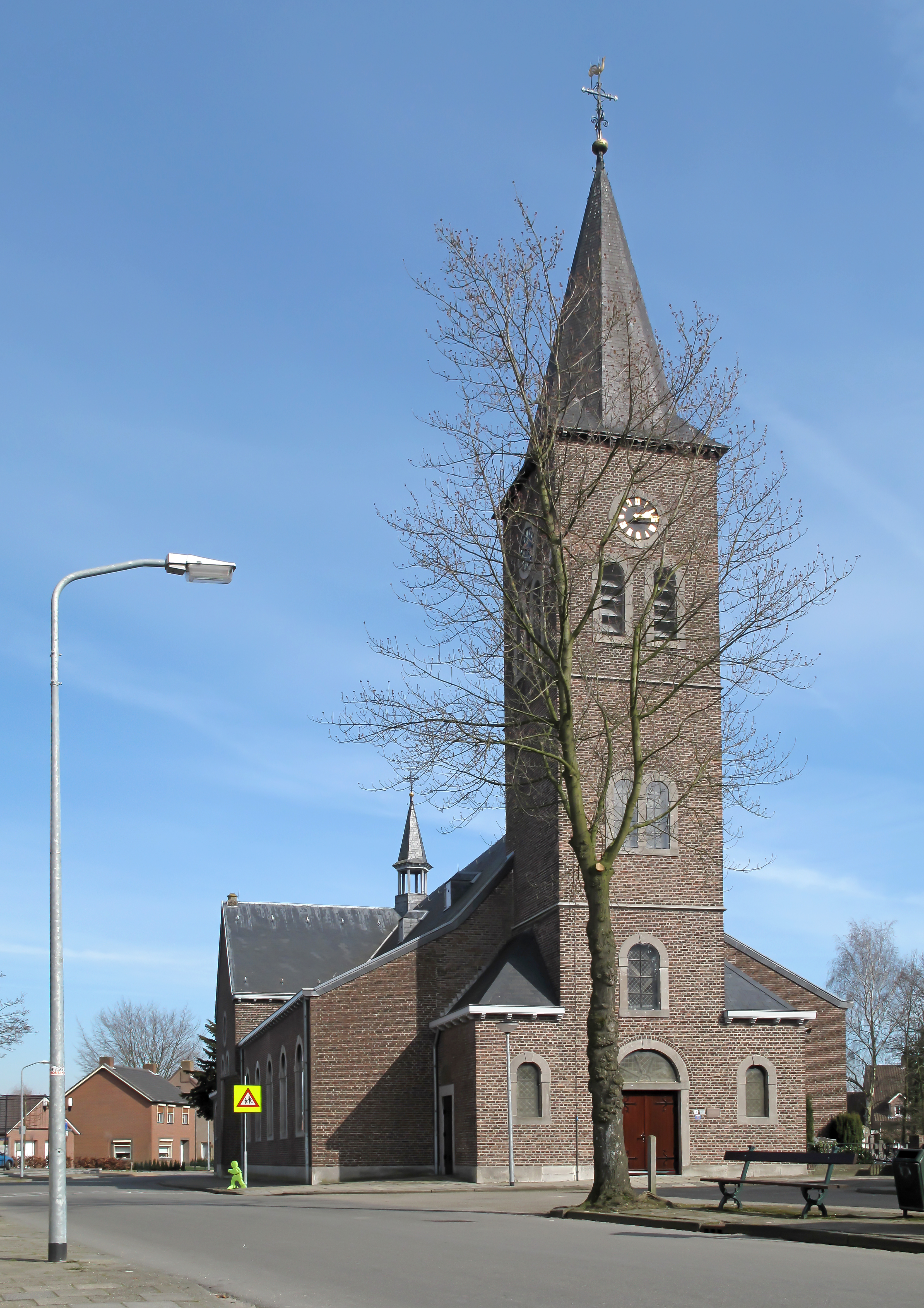
Tungelroy, Sint-Barbarakerk
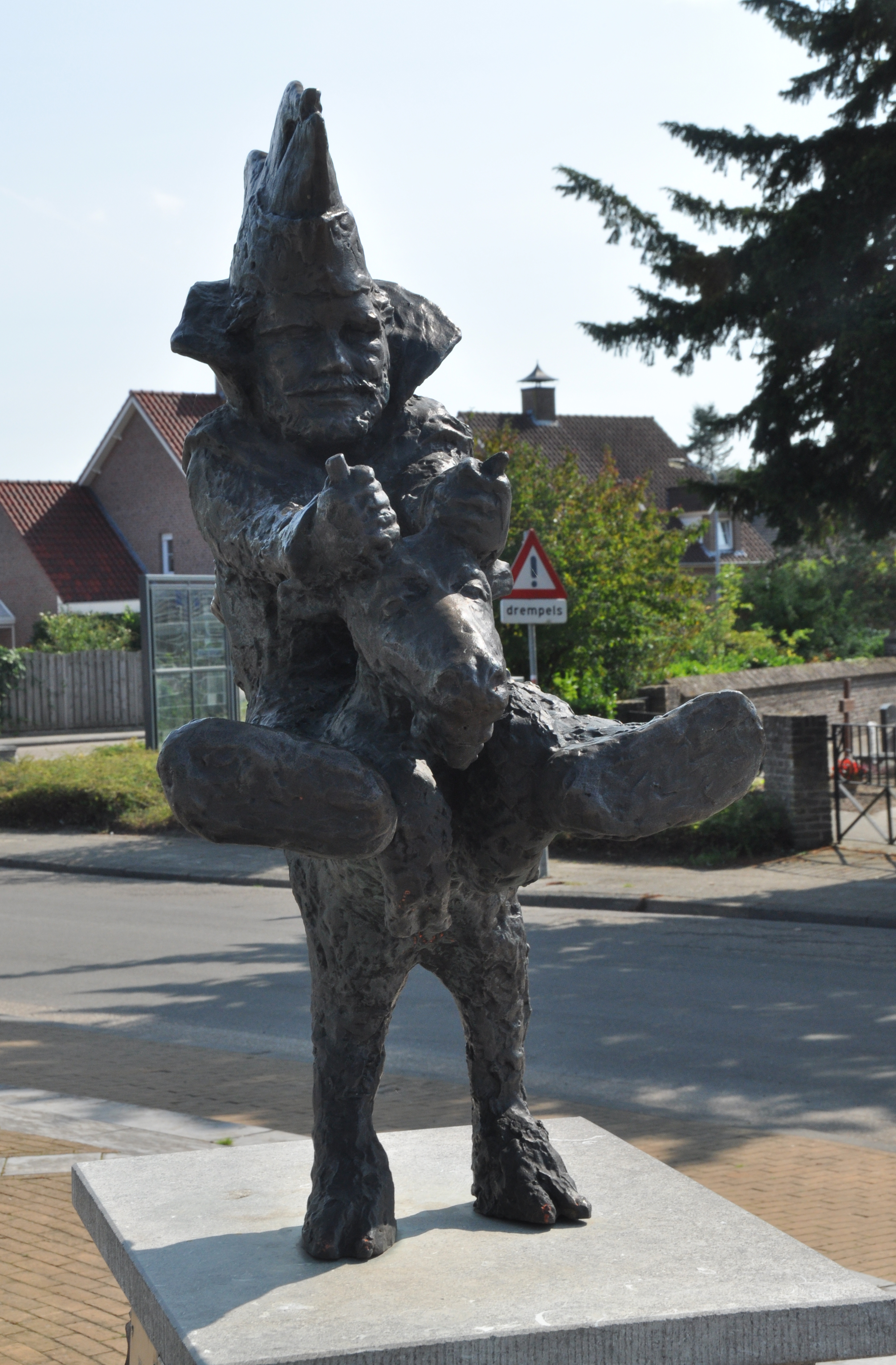
Bokkeriejersbeëldj (Kemperveldweg)

## Nabijgelegen kernen

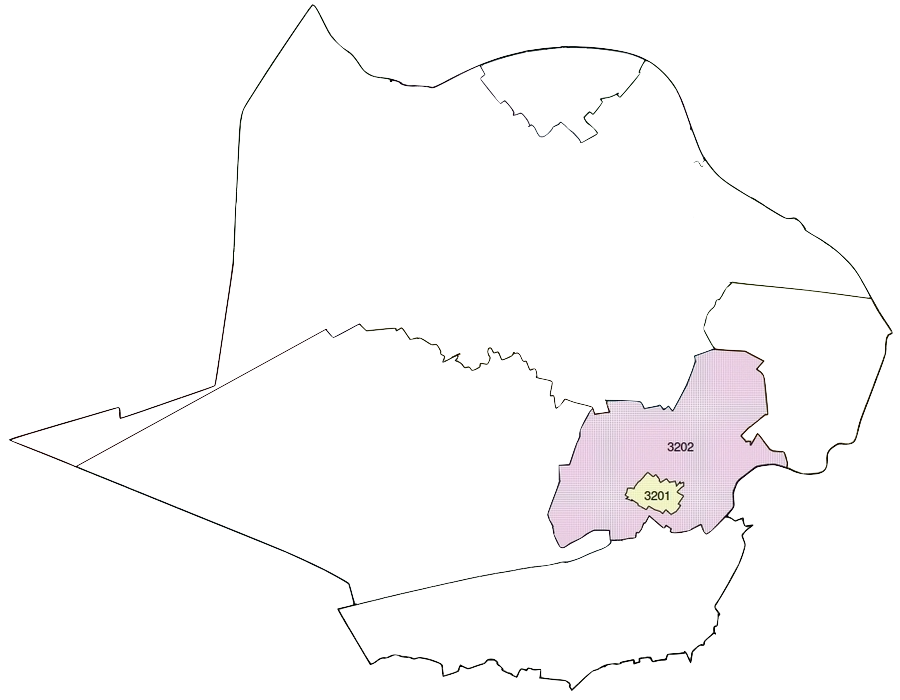
32. Tungelroy met 3201 Tungelroy en 3202 Tungelroy buitengebied

Stramproy, Weert, Swartbroek, Altweerterheide
| Weert (Keent)   |     | Weert (Moesel) (Moesdijk) |  | Swartbroek |
|                 |     |                           |  |            |
| Altweerterheide | Ell |                           |  |            |
|                 |     |                           |  |            |
|                 |     | Stramproy                 |  | Hunsel     |

Stad: Weert

Kerkdorpen: Altweerterheide · Laar · Stramproy · Swartbroek · Tungelroy 

Buurtschappen: Altweert · Bosven · Breyvin · Castert · Crixhoek · De Berg · De Boberden · De Horst · Dijkerstraat · Hei · Houtbroek · Hushoven · Oud-Boshoven · Rietbroek · Vlootkant · Wisbroek

Woonwijken: Boshoven (Vrakker · Oda · Oud-Boshoven) · Laarveld · Molenakker · Kampershoek · Fatima · Weert-Centrum · Biest · Groenewoud · Leuken (Vrouwenhof · Leuken-Noord) · Keent (Parkhof) · Moesel · Graswinkel · Rond de Kazerne (Altweert · Boshoverbeek) 

Limburg: Steden en dorpen      Nederland: Provincies · Gemeenten